# Syndrome du nez blanc
 (février 2013).

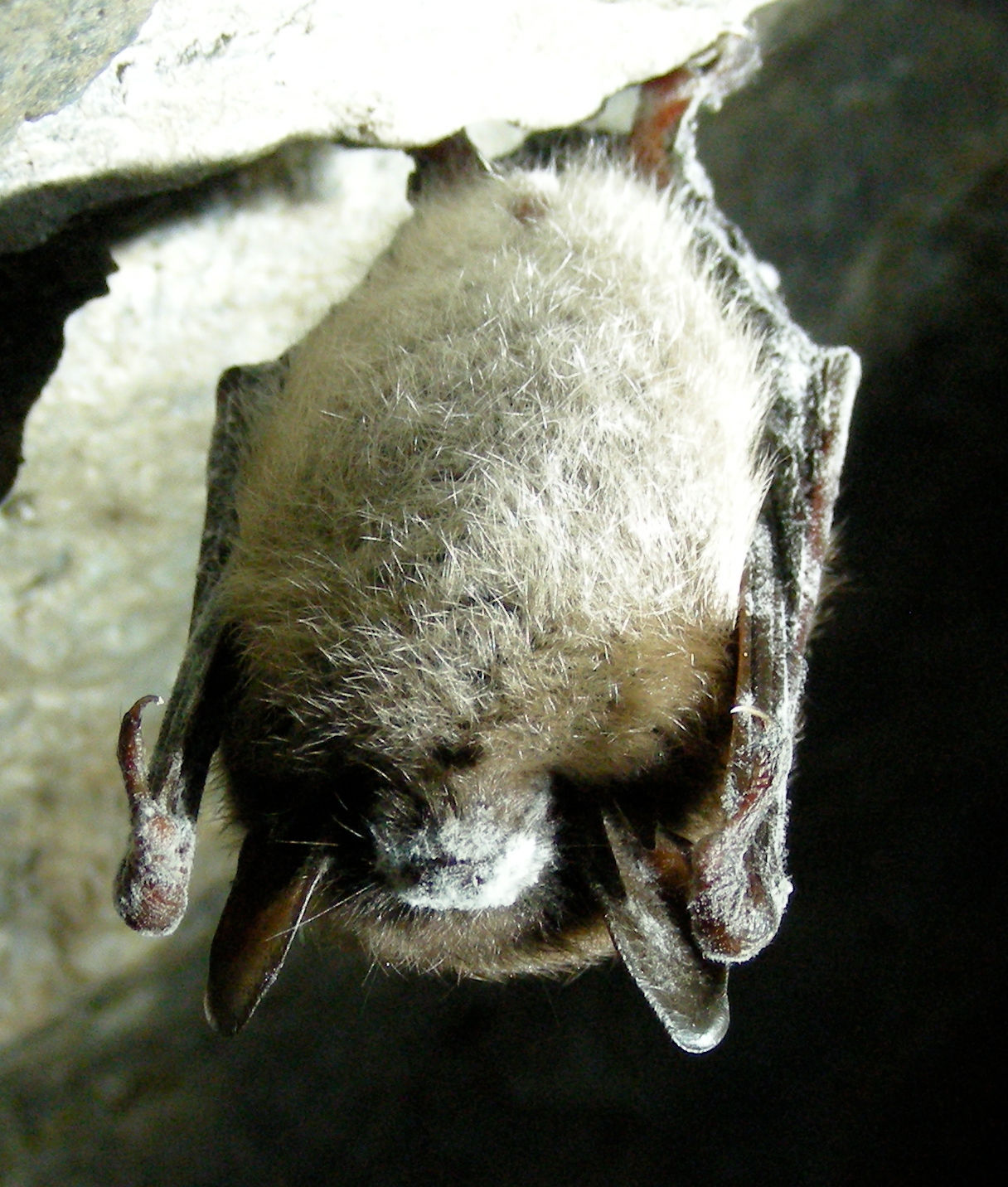
Une petite chauve-souris brune affectée du syndrome du nez blanc.

Le « syndrome du nez blanc » ou WNS (pour l'anglais : White-nose Syndrome) est une épizootie affectant les chauves-souris en Amérique du Nord, avec un risque sérieux de destruction d'espèces, notamment pour la chauve-souris de l'Indiana (Myotis sodalis), la petite chauve-souris brune, jusqu'à peu une espèce très commune, ou encore le chiroptère emblème de la Virginie, le Virginia big-eared bat (appartenant à la famille des vespertilionidae). Sur les neuf espèces de chauves-souris affectées, à ce jour, de ce syndrome, cinq ont souffert de pertes très importantes.

## Épizootie contemporaine
Le WNS a été qualifié d'épizootie la plus sérieuse aux États-Unis, présentant le risque le plus élevé d'extinction de masse depuis la disparition (provoquée par la chasse et des destructions massives) du pigeon migrateur au XIXe siècle. La diminution importante ou la disparition du rôle régulateur des chauves-souris dans la population des insectes ravageurs conduiraient à des pertes économiques très importantes pour les agriculteurs. Une étude publiée en 2011 dans Science faisait état de pertes pouvant aller jusqu'à 3,7 milliards de dollars par an pour les agriculteurs nord-américains,.
Le « syndrome du nez blanc », dont l'origine demeure sujette à recherches, a été détecté pour la première fois dans l'État de New York en février 2006 (8 000 à 11 000 chauves-souris mortes selon les estimations du gouvernement). Le WNS a tué entre 5,7 et 6,7 millions de chauves-souris de plusieurs espèces du nord-Est des États-Unis et de l'Est du Canada entre 2006 et 2011, L'espèce principalement touchée est la Petite chauve-souris brune. Dans les hibernacles, la mortalité est estimée à 75 % de 2006 à 2012 (évaluation du COSEPAC de février 2012).
Le WNS est dû à une attaque fongique, provoquée par le champignon ascomycète Geomyces destructans, qui se manifeste par un anneau blanc autour de la bouche et du museau des animaux contaminés. Cette attaque pourrait cependant n'être que secondaire, ou accompagner une infection virale et/ou bactérienne. De manière générale les champignons se développent mieux à 25 °C qu'à 37 °C . La température interne des chiroptères diminue lors de l'hibernation. Ce refroidissement favorise l'infection par le champignons, que le système immunitaire de l'animal combat alors plus difficilement (si la chauve-souris infectée est réveillée et que sa température remonte, elle peut facilement vaincre l'infection). 
En raison du rythme de reproduction très lent des chauves-souris (environ un petit par an), cette épizootie constitue une réelle menace pour les espèces endémiques ainsi que pour l'agriculture. Certains experts estiment que c'est la maladie « connue » la plus grave qui ait jamais menacé les chauves-souris.
Le 17 janvier 2012, le service fédéral américain pour la pêche et la vie sauvage a publié une estimation selon laquelle le syndrome du nez blanc aurait provoqué en 2011 la disparition de plus de 5,5 millions de chauves-souris, toutes espèces confondues (probablement entre 5,7 et 6,7 millions). Selon ce service, la maladie est présente dans 16 états fédérés et 4 provinces canadiennes.

## Éco-épidémiologie
Les origines, causes, vecteurs ou éventuels facteurs aggravants de cette maladie demeurent mal cernés.
Géographie de l’épidémie :
- L'Amérique du Nord est touchée, avec des foyers importants dans les États du Nord-Est des États-Unis dès 2007-2008 (New York, Massachusetts, Vermont), alors que la maladie n'avait été détectée que dans le seul État de New-York en 2006. Au moins 16 grottes et mines abandonnées ont été touchées dans ces trois États, dont dans le Vermont, la grotte Morris (à Danby) et la grotte Aeolus (appartenant à l'ONG Nature Conservacy à Dorset) qui abritent les colonies de chauves-souris les plus importantes de la Nouvelle-Angleterre, à l’extrême nord-ouest des États-Unis. Le WNS s'est par la suite étendu à d'autres États (New Hampshire, New Jersey, Pennsylvanie, Virginie-Occidentale, Caroline du Nord, etc.), et a été détecté en mars 2010 en Ontario (Canada). Il s'est étendu, au sud, jusqu'au Tennessee; à l'ouest, jusqu'à l'Oklahoma; et au nord, jusqu'à l'Ontario et le Québec.

- Des indices isolés de présence (à confirmer) en Europe ont été signalés en 2008 en Flandre belge[8], et à Ligue Saint Sol, Quercy, dans le Lot en France[9]. En mars 2009, un grand murin (myotis myotis) porteur du champignon geomyces destructans a été observé près de Périgueux, mais il semblait cependant en bonne santé[3],[10]. Ceci a amené certains scientifiques à conjecturer que le champignon en cause serait peut-être d'origine européenne, ce qui aurait conduit les colonies endémiques de chauve-souris à y développer des résistances.

Les autopsies de chauves-souris américaines révèlent des signes de congestion pulmonaire ou pneumonies. Les chauves-souris mortes étaient très amaigries et ont été généralement trouvées près des sorties des grottes et non au fond où elles auraient dû s'abriter, là où la température et l’hygrométrie sont plus stables et favorables. Peut-être recherchaient-elles de la fraîcheur (consécutivement à un état fiévreux), ou la proximité de la sortie pour aller chasser en cas de redoux afin de compenser leur affaiblissement.

## Précaution
Aux États-Unis, depuis 2008, les sites contaminés sont surveillés et les spéléologues invités à réduire leurs activités et à désinfecter leur matériel. L'accès à certaines grottes est interdit.

## Actions
Le 10 mars 2008, diverses ONG environnementales ont envoyé une pétition au gouvernement fédéral pour qu’il planifie des mesures d’urgence et de surveillance, l’extinction des espèces étant envisagée en raison de l'hécatombe provoquée par la maladie. Ces ONG demandent le financement urgent de recherches sur cette maladie émergente et la fermeture immédiate des grottes au public, ainsi que l'arrêt de toute activité menaçant les chauves-souris ou leur habitat estival (dont l’arrêt des coupes destinées à construire de nouvelles routes dans les forêts nationales).